# Chorinaeus ecarinatus
Chorinaeus ecarinatus är en stekelart som beskrevs av Valentina I. Tolkanitz 1992. Chorinaeus ecarinatus ingår i släktet Chorinaeus och familjen brokparasitsteklar. Inga underarter finns listade i Catalogue of Life.